# Todo lo que soy (álbum de Fey)
Todo Lo Que Soy-En Vivo es un álbum vivo de Fey, una cantante de pop mexicana. El álbum se grabó en el Auditorio Nacional de Ciudad de México después del éxito de su álbum Fey: Primera Fila. Fey recorrió con este espectáculo varios lugares en México, con muchas fechas agotadas y más fechas fueron añadidas debido a lademanda popular. Antes de entrar para un encore rendimiento en el Auditorio Nacional para abril de 2014, Fey había confirmado que sería la fecha de concierto se grabaría el espectáculo en formato CD & DVD.  El lanzamiento del álbum se programó originalmente para el verano de 2014 , pero estuvo retrasado debido a que Fey quería estar implicada en los detalles del proceso de edición. El 11 de diciembre de 2014, Fey confirmó vía Twitter que el formato CD & DVD sería liberado en 17 de diciembre de 2014 y la versión digital se liberaría en todo el mundo el 24 de diciembre de 2014 con el diseño de la portada.
Con la excepción del álbum Faltan Lunas, Fey interpreta canciones de todos sus álbumes anteriores en el espectáculo. El título del espectáculo estuvo tomado de una línea en su canción, Me Haces Tanta Falta, el cual también significa que su espectáculo reflejaría Todo Lo Que Es, o Todo Que Soy.
Este disco es Edición Limitada, es decir que solo se fabricaron una cierta cantidad de discos.

## Lista de canciones
| CD  |                                        |                                                                                                 |          |  |
| N.º | Título                                 | Escritor(es)                                                                                    | Duración |  |
| 1.  | «Frío (En Vivo)»                       | Armando Ávila, Marcela De la Garza                                                              | 6:08     |  |
| 2.  | «Te Pertenezco (En Vivo)»              | Mario Ablanedo, David Boradoni                                                                  | 3:49     |  |
| 3.  | «Díselo Con Flores (En Vivo)»          | L. Nutti, J.R. Florez                                                                           | 5:36     |  |
| 4.  | «Gatos En El Balcón (En Vivo)»         | Florez, Alfredo Marugan                                                                         | 4:14     |  |
| 5.  | «Desmargaritando El Corazón (En Vivo)» | Ablanedo, Boradoni                                                                              | 4:24     |  |
| 6.  | «Me Enamoro De Ti (En Vivo)»           | Marugan, Florez                                                                                 | 4:37     |  |
| 7.  | «Tierna La Noche (En Vivo)»            | Ablanedo, Nutti                                                                                 | 4:26     |  |
| 8.  | «Cielo Líquido (En Vivo)»              | Boradoni, Florez                                                                                | 6:19     |  |
| 9.  | «Lentamente (En Vivo)»                 | María Fernanda Blázquez Gil, José Francisco Blázquez Gil, Samuel "Fish" Fisher, Cynthia Camacho | 5:26     |  |
| 10. | «Sé Lo Que Vendrá (En Vivo)»           | Graeme Pleeth, Robin Barter                                                                     | 5:37     |  |
| 11. | «Dressing To Kill (En Vivo)»           | Pleeth, Barter                                                                                  | 4:26     |  |
| 12. | «La Noche Se Mueve (En Vivo)»          | Florez                                                                                          | 4:17     |  |
| 13. | «Azúcar Amargo (En Vivo)»              | Ablanedo, Boradoni                                                                              | 6:12     |  |
| 14. | «Media Naranja (En Vivo)»              | Florez, Marugan                                                                                 | 3:37     |  |
| 15. | «Muévelo (En Vivo)»                    | Ablanedo                                                                                        | 4:58     |  |

| DVD |                                        |          |  |
| N.º | Título                                 | Duración |  |
| 1.  | «Frío (En Vivo)»                       | 6:08     |  |
| 2.  | «Te Pertenezco (En Vivo)»              | 3:49     |  |
| 3.  | «Díselo Con Flores (En Vivo)»          | 5:36     |  |
| 4.  | «Gatos En El Balcón (En Vivo)»         | 4:14     |  |
| 5.  | «Desmargaritando El Corazón (En Vivo)» | 4:24     |  |
| 6.  | «Me Haces Tanta Falta (En Vivo)»       | 3:14     |  |
| 7.  | «Me Enamoro De Ti (En Vivo)»           | 4:37     |  |
| 8.  | «Tierna La Noche (En Vivo)»            | 4:26     |  |
| 9.  | «Cielo Líquido (En Vivo)»              | 6:19     |  |
| 10. | «Lentamente (En Vivo)»                 | 5:26     |  |
| 11. | «Sé Lo Que Vendrá (En Vivo)»           | 5:37     |  |
| 12. | «Dressing To Kill (En Vivo)»           | 4:26     |  |
| 13. | «La Noche Se Mueve (En Vivo)»          | 4:17     |  |
| 14. | «Azúcar Amargo (En Vivo)»              | 6:12     |  |
| 15. | «Media Naranja (En Vivo)»              | 3:37     |  |
| 16. | «Muévelo (En Vivo)»                    | 4:58     |  |

- Nota: Aunque fueron interpretadas en los espectáculos, Barco A Venus, Ni Tú Ni Nadie, Canela, y Subidón no fueron añadidas en las canciones del CD y del DVD.[3]

## Recepción
| Lista (2015)                 | Posición más alta |
| ---------------------------- | ----------------- |
| Álbumes mexicanos (AMPROFON) | 21                |

## Tour
| Fecha              | Ciudad, Estado          | Lugar              |
| ------------------ | ----------------------- | ------------------ |
| 15 de mayo de 2015 | Los Ángeles, California | Discoteca de circo |
| 17 de mayo de 2015 | Playa larga, California | Etapa latina       |